# Baileux
Baileux (en wallon Bêleû) est une section de la ville belge de Chimay située en Wallonie dans la province de Hainaut. Le village se trouve à cinq kilomètres à l'est de Chimay, sur la route qui relie la cité princière à Couvin. C'était une commune à part entière avant la fusion des communes de 1977. Baileux se trouve sur le territoire du Parc national de l'Entre-Sambre-et-Meuse (ESEM).

## Évolution démographique
- Sources : INS, Rem. : 1831 jusqu'en 1970 = recensements, 1976 = nombre d'habitants au 31 décembre.
- 1886: scission du hameau de L'Escaillère (295 habitants) érigé en commune à part entière

## Histoire
Baileux aurait été donné par le comte de Hainaut vers 1180 à Gilles, seigneur de Chimay, son vassal. Le village comprenait trois seigneuries dans l’Ancien Régime : celle du prince de Chimay, qui faisait partie des neuf villes ; le hameau de Boutonville, propriété en 1580 de Jean du Joncquoy, conseiller du duc d’Aerschot, puis de la famille Jacquier, maîtres de forges, et enfin, la seigneurie qui dépendait du chapitre Sainte-Monégonde de Chimay.
Quatre forges anciennes, établies sur l’Eau Noire, ont longtemps prospéré jusqu’au déclin de la sidérurgie vers 1750 : les forges Jean-Petit, du Pré Brûlart, du Pont Saint-Nicolas et de Nimelette (celle-ci à l’Escaillière).

### XVeetXVIesiècles
En 1406, le village comptait 76 feux soit environ 342 habitants. Dix-huit ans plus tard, il ne restait que 16 feux et environ 72 habitants à la suite d'une épidémie de peste. Par la suite, les attaques incessantes des Liégeois et des Français réduisirent encore la population : 8 feux ou environ 36 habitants en 1531. Dix ans plus tard, la population état remontée à 121 habitants. À titre de comparaison, la commune comptait 388 habitants en 1946.
La population vivait en outre de la forêt et de l’agriculture. En 1943, 82 % des terres agricoles étaient consacrées à l’élevage.
En 1574, un habitant, qui a tué le marguillier dans une rixe, fait amende honorable devant les habitants assemblés dans l’église. Il se présente pieds nus, en marones blanches c'est-à-dire en caleçons longs, et doit baiser une épée nue tenue par le père de la victime, qui pour sa part accorde son pardon, après avoir été dédommagé.

### XXesiècle
Depuis le milieu des années 1960 existe un parc industriel de 30 ha, qui a vu sa superficie doublée en 2016. Ce zoning industriel, sur la route de Chimay à Couvin, est le plus important de la région appelée « Botte du Hainaut ». C'est à cet endroit que sont mises en bouteilles les bières de Chimay, également appelées Trappistes de Chimay, après leur brassage en l'Abbaye de Scourmont, proche de quelques kilomètres.
Pierre Moreau a fait une étude approfondie des rues du village et de ses habitants (généalogie, etc) dans la revue En Fagne et Thiérache à partir de 1970.

## Patrimoine et culture

### Patrimoine architectural
- L'église Saint-Martin. Édifice de style néo-classique en calcaire édifié en 1841[5].
- Une chapelle romane à Boutonville, hameau situé à l'est de Baileux. Date de l'époque romane, plusieurs fois modifié aux XVIe et XVIIIe siècles[6].
- Une pompe à eau communale, monument du 1er moitié du XIXe siècle[7].
- Dans le cimetière se trouve la chapelle Saint-Antoine sanctuaire construit en style néo-gothique en 1878[8].
- Chapelle Notre-Dame. Date du XVIIIe siècle et remanié au XIXe siècle[9].
- Manoir du Pont-Saint-Nicolas. Ancienne résidence du maître ou du contre-maître de la forge précitée, rebâti au XVIIIe siècle[10].
- La « Pierre qui tourne » est une pierre dressée qui, selon la légende, tourne sur elle-même lors du réveillon de Noël. Située à Boutonville, elle marque la frontière entre le Hainaut et le Namurois.

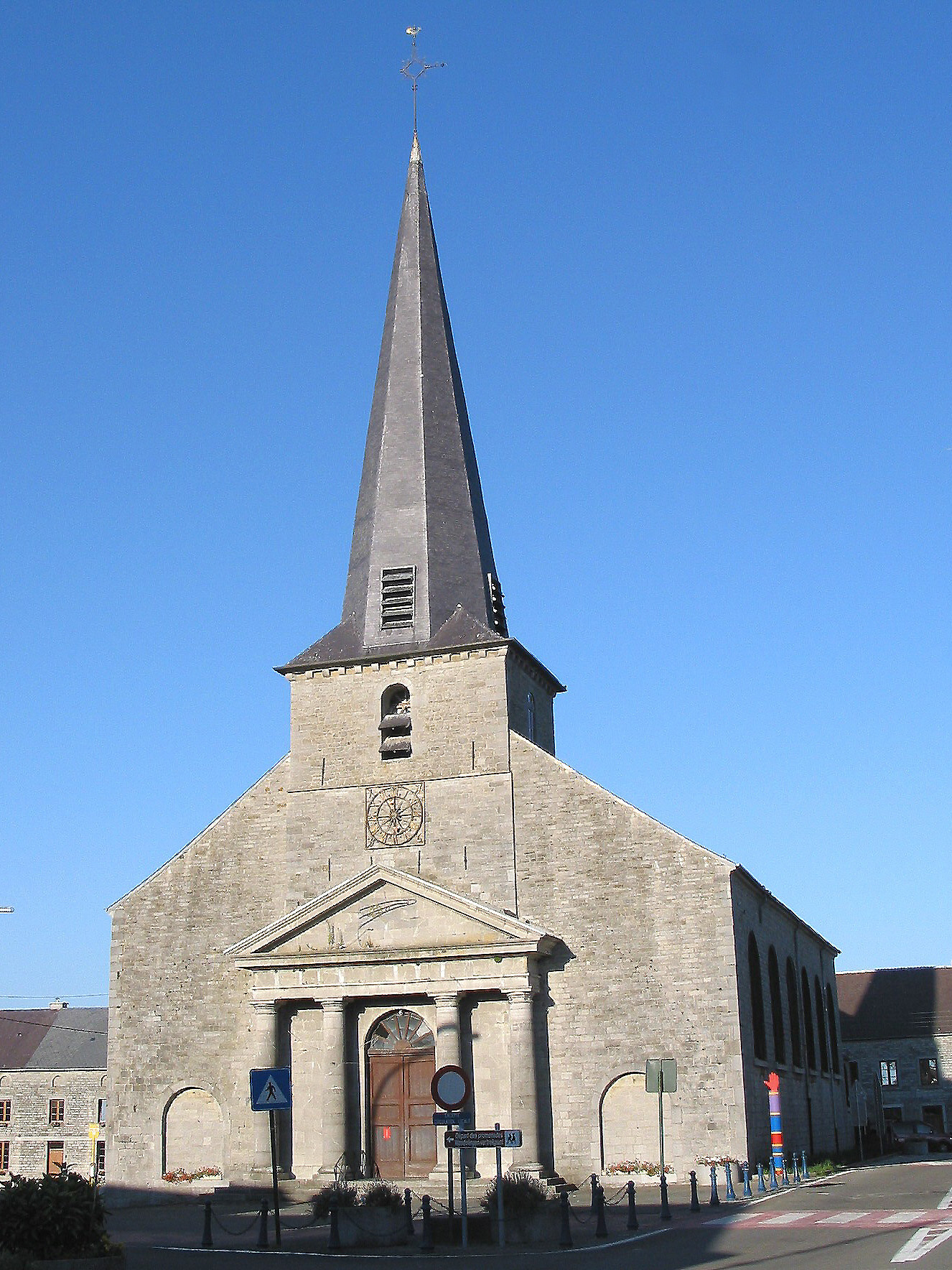
L’église Saint-Martin.
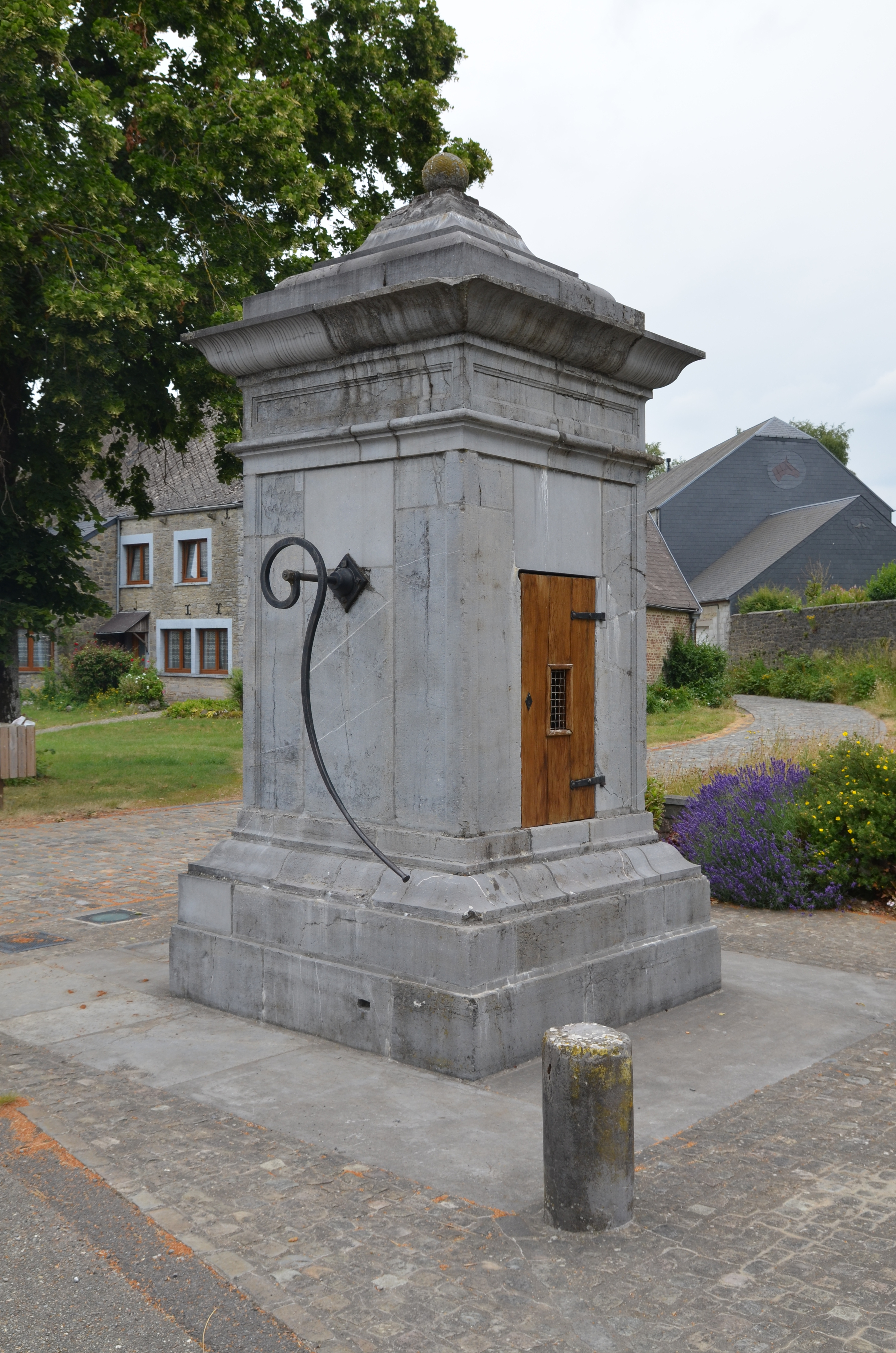
Pompe à eau.
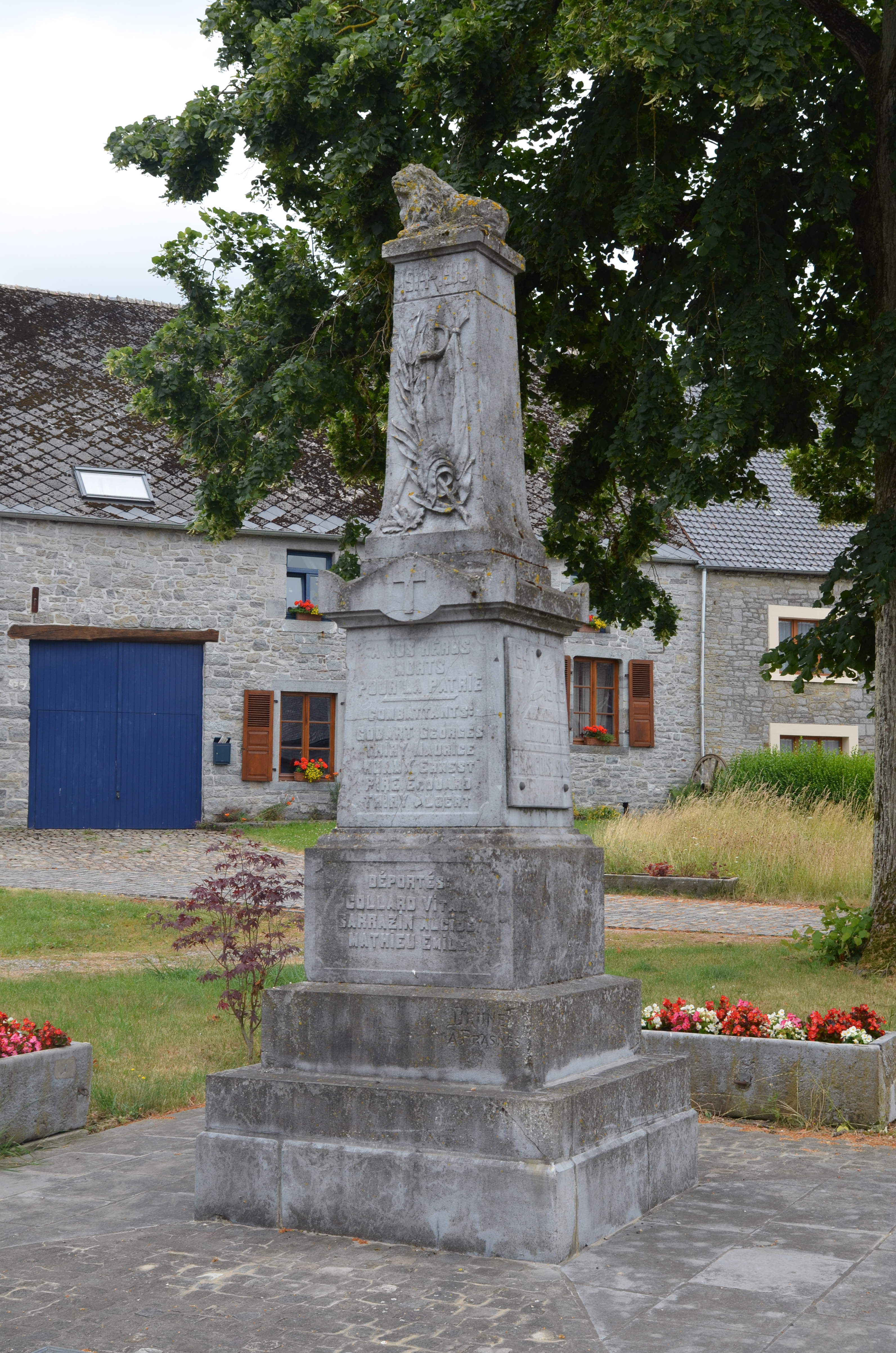
Monument aux morts.
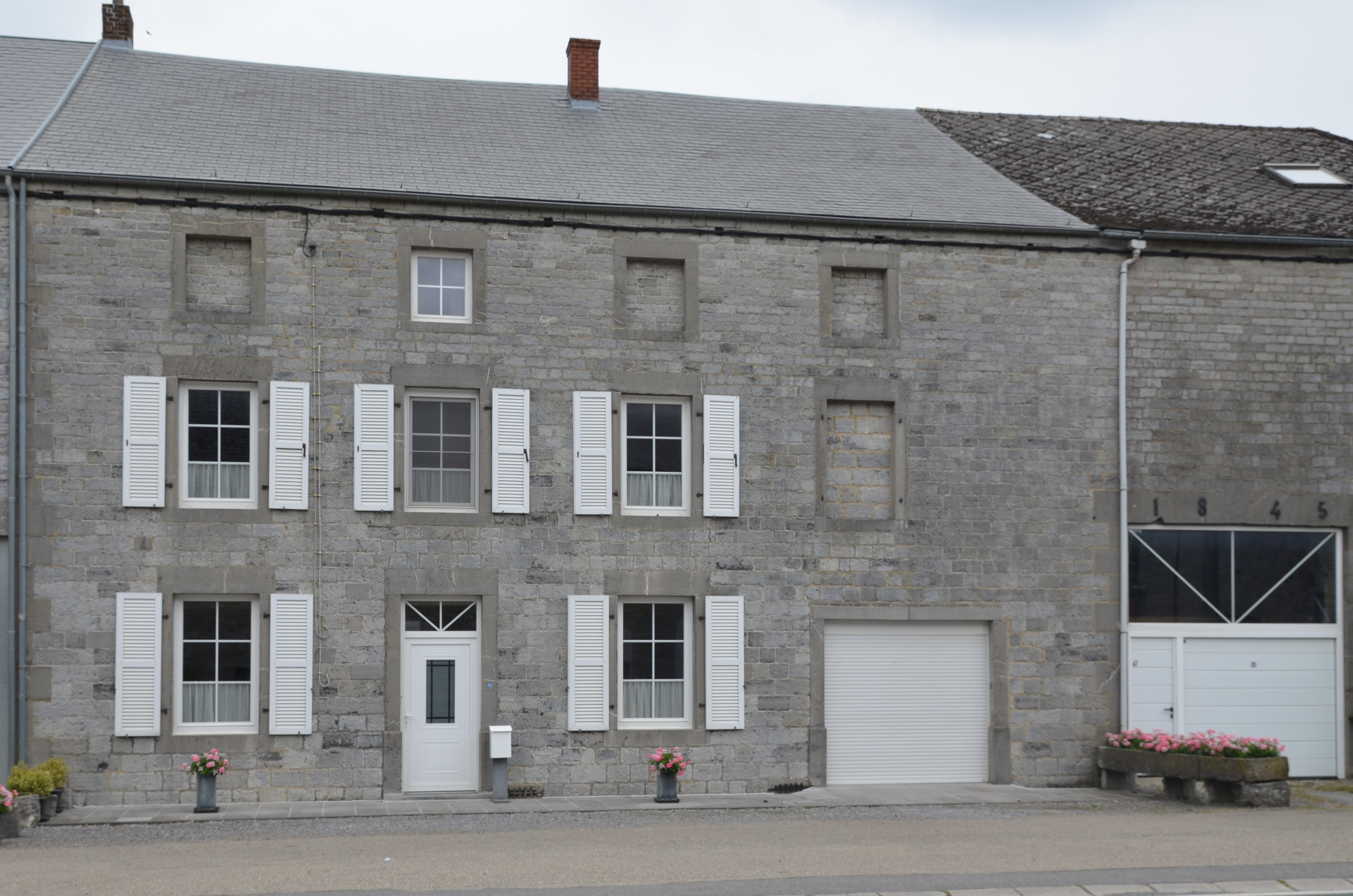
Ferme datée de 1845 dans la rue de Rocroi.
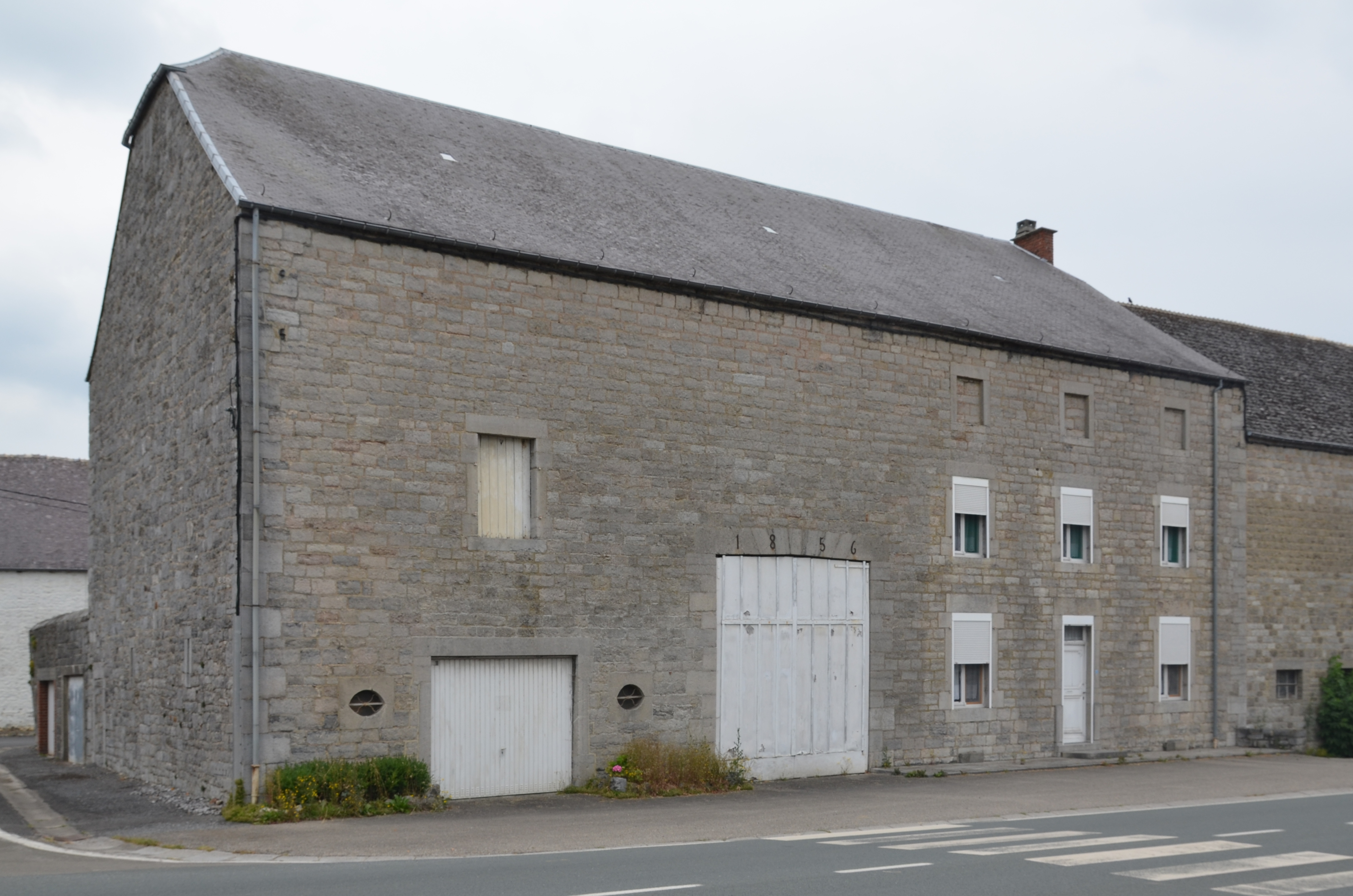
Ferme datée de 1856 dans la rue de Rocroi.

Quelques-uns de ces édifices sont repris dans la liste du patrimoine immobilier classé.

### Culture
La fête communale a lieu durant le quatrième week-end de juillet (du vendredi au lundi) avec comme activités : soirées, repas, tournoi de mini foot et jeu de boule en bois. Elle est organisée par la jeunesse de Baileux. Lors du dernier week-end d'octobre, la Halloween party a lieu, en octobre 2022, cette soirée a accueilli presque 4000 personnes, elle a déjà accueilli plusieurs stars comme Pat B, les Papy Jumper, Oxoon, elle est organisée par la jeunesse de Baileux depuis 2004.